# Saint-Félix, Oise
Saint-Félix, Oise là một xã ở tỉnh Oise Hauts-de-France phía bắc Pháp. Xã Saint-Félix, Oise nằm ở khu vực có độ cao trung bình 100 mét trên mực nước biển.